# Ochropleura sagittifera
Ochropleura sagittifera là một loài bướm đêm trong họ Noctuidae.